# Monkaspididae
A Monkaspididae a háromkaréjú ősrákok (Trilobita) osztályához és az Asaphida rendjéhez tartozó család.

## Rendszerezés
A családba az alábbi nemek tartoznak:
- Jinxiaspis
- Liaoningaspis
- Liaoningella
- Metalioparella
- Monkaspis
- Nomadinis
- Proliaoningaspis
- Walcottaspidella